# Westermarck-effekten
Westermarck-effekten betegner en revers seksuel prægning, der sker når to mennesker lever tæt sammen i de første år af den enes liv. Dette medfører en mindre sandsynlighed for senere seksuel tiltrækning imellem de to.